# Amiga Force
Amiga Force a fost o revistă de jocuri video lansată spre sfârșitul anului 1992 de Europress Impact. Au fost publicate în total 16 numere înainte de închiderea sa de către editorii săi. Primul număr al revistei Amiga Force a apărut în chioșcurile de ziare în jurul lunii septembrie 1992. Revista a fost publicată lunar la scurt timp după aceea. Amiga Force a avut multe asemănări cu alte publicații Europress Impact, în special cu Sega Force⁠(d). Spre deosebire de revista rivală Amiga Power⁠(d), cei de la Amiga Force au decis să nu includă niciun disc media în numerele sale.
Revista a apărut în diverse formate și a avut mai multe redacții de-a lungul apariției sale. Numărul din martie 1994 a reprezentat ultimul titlu Amiga Force publicat în momentul în care Impact Magazines⁠(d) (Europress) a dat faliment.